# 蒙布兰 (洛泽尔省)
蒙布兰（法語：Montbrun，法語發音：[mɔ̃bʁœ̃]）是法国洛泽尔省的一个旧市镇，属于弗洛拉克区。2017年，蒙布兰与邻近的2个市镇合并为新市镇戈尔日迪塔恩科斯。

## 地理
蒙布兰（44°20'14"N, 3°30'13"E）面积29.97 平方千米，位于法国奧克西塔尼大區洛泽尔省，该省份为法国南部内陆省份，北起上盧瓦爾省和康塔爾省，西接阿韦龙省，南至加尔省，东临阿尔代什省。
与蒙布兰接壤的市镇（或旧市镇、城区）包括：凯扎克、弗洛拉克、韦布龙、于尔-拉帕拉德、马斯圣谢利、圣埃尼米、弗洛拉克三河镇。

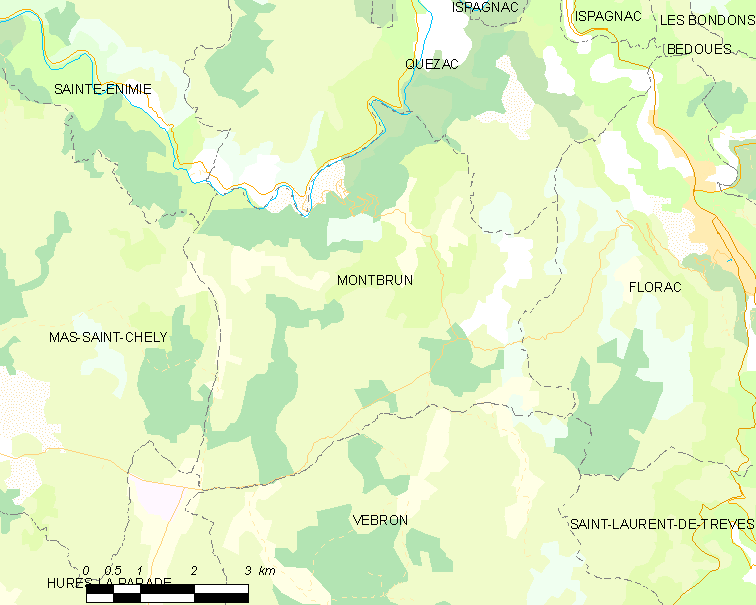
的OSM定位图

蒙布兰的时区为UTC+01:00、UTC+02:00（夏令时）。

## 行政
蒙布兰的邮政编码为48210，INSEE市镇编码为48101。

## 政治
蒙布兰所属的省级选区为弗洛拉克三河镇县。

## 人口

1962-2008年间人口变化图示

蒙布兰于2018年1月1日时的人口数量为82人。